# Anthonomus flavirostris
Anthonomus flavirostris es una especie de gorgojo fitófago del género Anthonomus, categorizada en la tribu Anthonomini, de la subfamilia Curculioninae.

## Distribución
Se distribuye por América del Norte: México.

## Taxonomía
Fue descrita por Champion en 1903.